# Renault Clio
Renault Clio — автомобиль класса супермини, выпускаемый французской компанией Renault с 1990 года. Признавался «Автомобилем года в Европе» в 1991 и 2006 годах. Первое поколение претерпело рестайлинг в 1994 и 1996 годах. Осенью 1998 года на Парижском автосалоне показали второе поколение — Renault Clio II на совершенно новой платформе. В 2000 году появляется модификация Renault Clio Sport V6 с двигателем V6, расположенным центрально, вместо заднего ряда сидений. Мощность этого трёхлитрового двигателя составляла 230 л.с. — это самая мощная серийная версия Renault Clio. На базе выпускающегося с октября 2012 года Clio IV конструкторами Renault разработан компактный кроссовер Captur, производство которого началось во второй половине 2013 года.

## Clio I

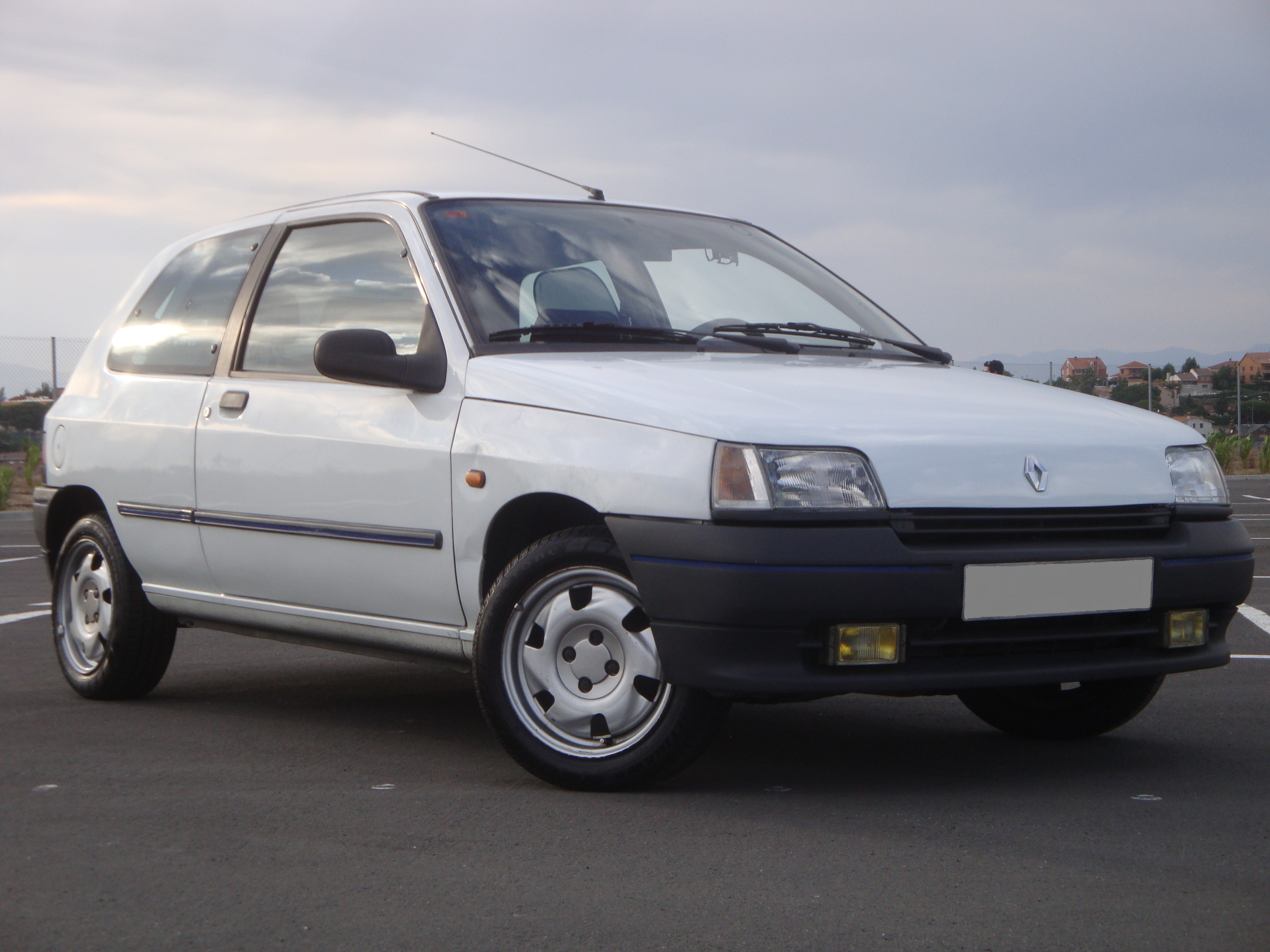

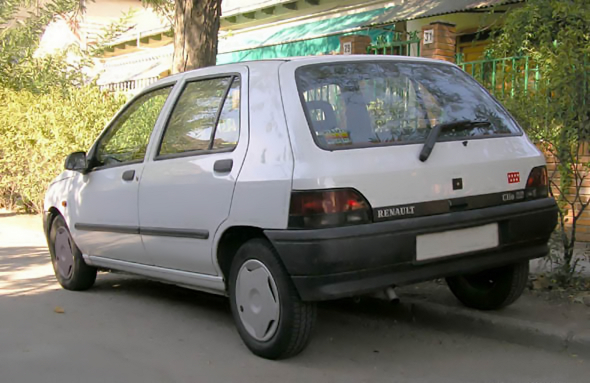
Renault Clio I спереди и сзади

Модель Clio была впервые представлена на Парижском автосалоне осенью 1990 года и вскоре начала продаваться во Франции, в то время как в остальных странах Европы автомобиль был выпущен на рынок лишь с марта 1991 года. Clio пришёл на смену модели Renault 5 (производство которой, впрочем, продолжилось до 1996 года, в качестве недорогой альтернативы). Автомобиль поставлялся с бензиновыми моторами 1,2 и 1,4 л. а также с дизельными двигателями 1,7 и 1,9 л. С 1992 года бензиновые моторы стали оснащаться системой впрыска, заменив не соответствующие новым экологическим нормам карбюраторы.
Уже через год Clio был слегка обновлён. Изменения заключались в замене логотипа Renault на значок нового образца, а также новой конструкции передних сидений. В марте 1994 года модель подверглась первому значительному фейслифтингу (Phase 2), немного улучшившему внешний вид и интерьер автомобиля. Самым значительным изменением стала замена передней решётки на сплошную, окрашенную в цвет кузова. Кроме этого бамперы стали больше и округлее, задние фонари также слегка округлились, придав Clio более современный вид.
В 1996 году, с новым обновлением модели (Phase 3), 1,2-литровый двигатель был заменён новым, более экономичным, объёмом 1'149 см3, впервые использованном на Renault Twingo. Новая конструкция головки блока цилиндров двигателя 1,4 л также сделала его экономичнее, при этом понизив его мощность. Clio Phase 3 получил иные, более округлые фары, со встроенным указателем поворота, которые переходили в закруглённый по их краям капот. В заднюю дверь теперь был встроен третий стоп-сигнал, а на самой двери появился написанный новым шрифтом логотип модели. Также были внесены и некоторые технические усовершенствования в конструкцию автомобиля.
С 1991 года предлагалась модификация с 16-клапанным двигателем объёмом 1,8 л и мощностью 137 л.с., развивающая максимальную скорость 201,17 км/ч, названная Clio 16v. Автомобиль выпускался в улучшенном исполнении, по сравнению с серийным Clio — с декоративными пластиковыми накладками вокруг кузова, усиленными подвеской и тормозной системой, окрашенными в цвет кузова боковыми зеркалами и бамперами. Renault также выпустил чуть менее «заряженную» версию — Clio RSi. Снаружи она ничем не отличалась от серийной машины, однако была оснащена 8-клапанным двигателем 1,8 л, внешним обвесом, и дисковыми тормозами на всех колёсах.
В 1991 году Renault Clio получил приз «Автомобиль года в Европе» среди автомобилей своего класса, и заслужил признание европейских потребителей, попав в десятку самых продаваемых машин Европы. Clio первого поколения производился до 1998 года, за это время было выпущено более 4 миллионов автомобилей.

### Безопасность
| Euro NCAP                                                | Euro NCAP | Euro NCAP | Euro NCAP |
| -------------------------------------------------------- | --------- | --------- | --------- |
| Рейтинги                                                 | Пассажир  |           |           |
| Рейтинги                                                 | Пешеход   |           |           |
| Протестированная модель: Renault Clio 1.2RL 3-дв. (1997) |           |           |           |

## Clio II

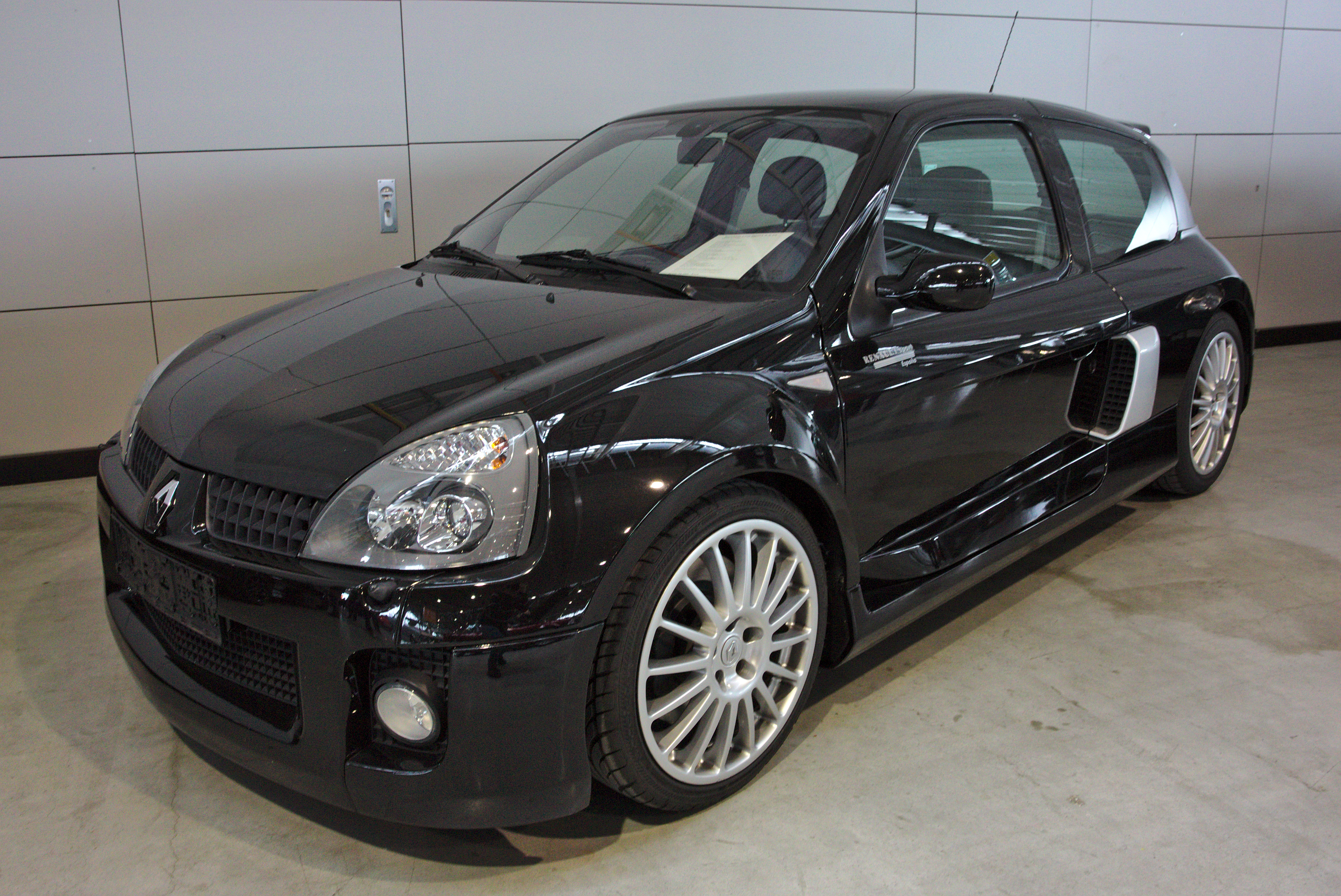
Renault Clio Sport V6

Производство полностью нового поколения Clio было начато весной 1998 года, автомобиль получил более округлый дизайн, по сравнению с предшественником. В новой модификации многие детали были из новых на то время материалов. Например, передние крылья были сделаны из пластмассы, а в некоторых версиях капот был алюминиевым. Это было сделано для того, чтобы уменьшить вес и снизить стоимость ремонта. Изначально линейка двигателей оставалась с предыдущей модификации (бензин 1,2 л, 1,4 л, 1,6 л, дизель 1,9 л). В начале 1999 года добавилась спортивная версия 2 л (16 клапанов), а в дальнейшем все старые бензиновые двигатели были заменены на более мощные и более экономичные версии с 16 клапанами.
Весной 2001 года произошло обновление внешнего вида, улучшилось качество отделки салона и в гамме двигателей появился 1,5-литровый дизель с прямым впрыском топлива.
В 1999 году, появилась 172-сильная версия Clio RS 172 (сокращение от «Renault Sport») с 2,0-литровым, 16-клапанным двигателем и максимальной скоростью 220 км/ч. Автомобиль отличался хорошей динамикой и управляемостью. В линейке Clio также появляется экзотическая центральномоторная версия с приводом на задние колеса — Renault Sport Clio V6 с 3,0-литровым двигателем V6, позаимствованным от Renault Laguna, и размещенным вместо заднего ряда сидений. Максимальная скорость версии RS Clio V6 составляла 235 км/ч. Уже через год двигатель был доработан и получил дополнительных 25 л.с., что положительно сказалось на динамике разгона (5,8 сек.) и максимальной скорости (245 км/ч).
Всего выпущено около 7 миллионов автомобилей второго поколения.
После очередного рестайлинга в 2012 году Renault Clio II продолжает выпускаться для стран Южной Америки. У машины изменённая внешность и моторы маленького литража: 1,0-1,2 л.

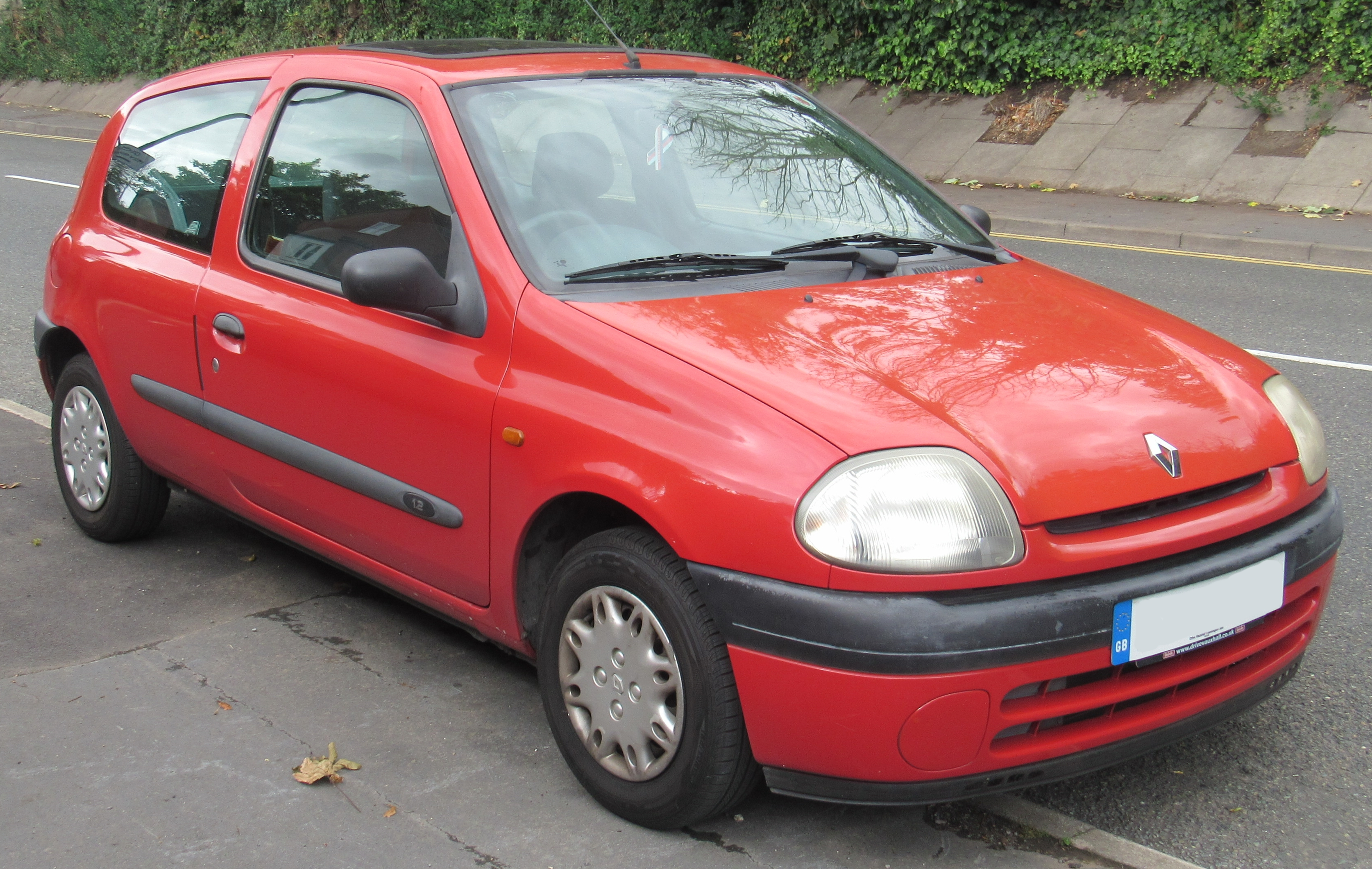
Модель первых лет выпуска (1998—2001)
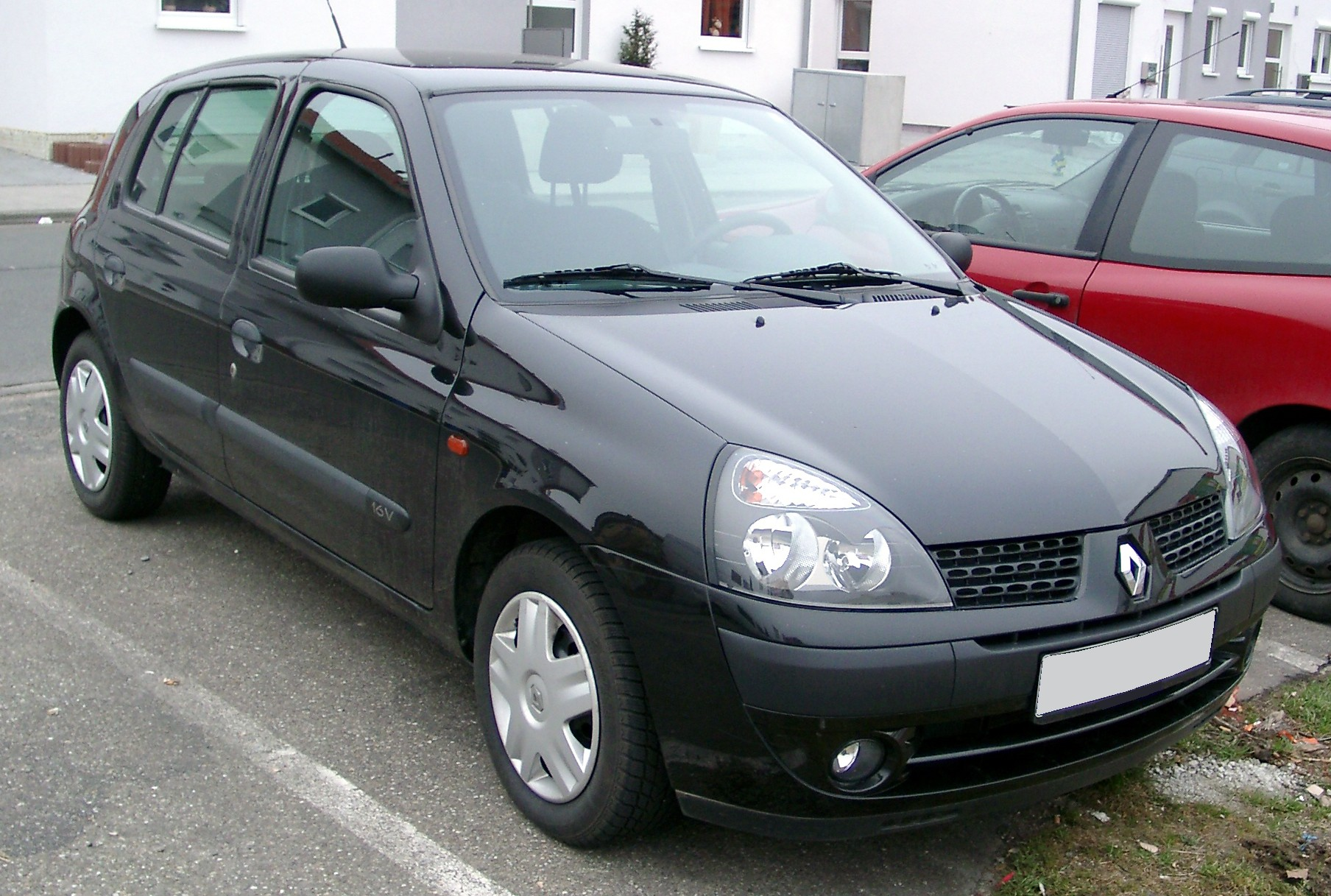
Phase II (2001—2003)
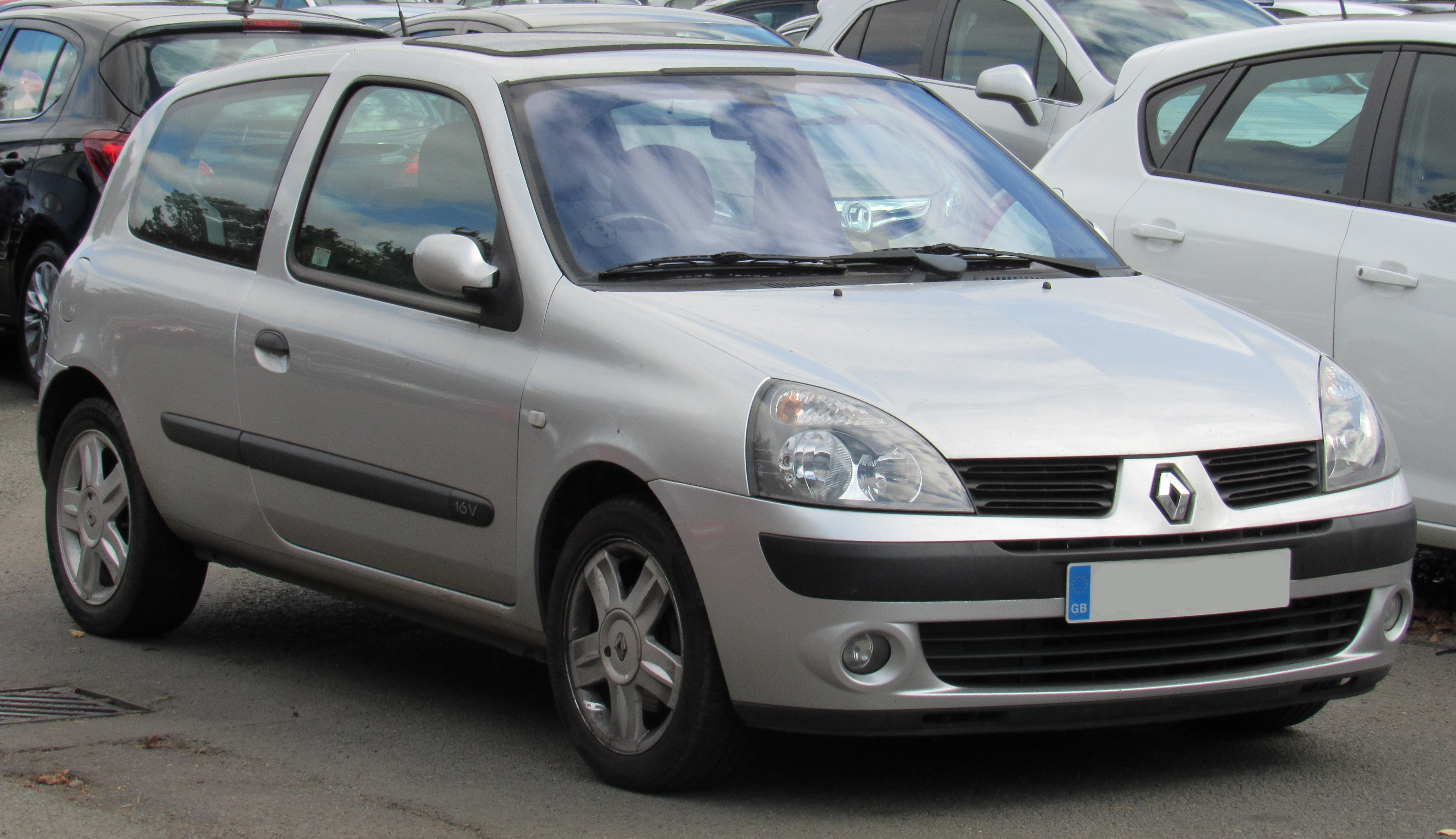
Phase III (2003—2006)
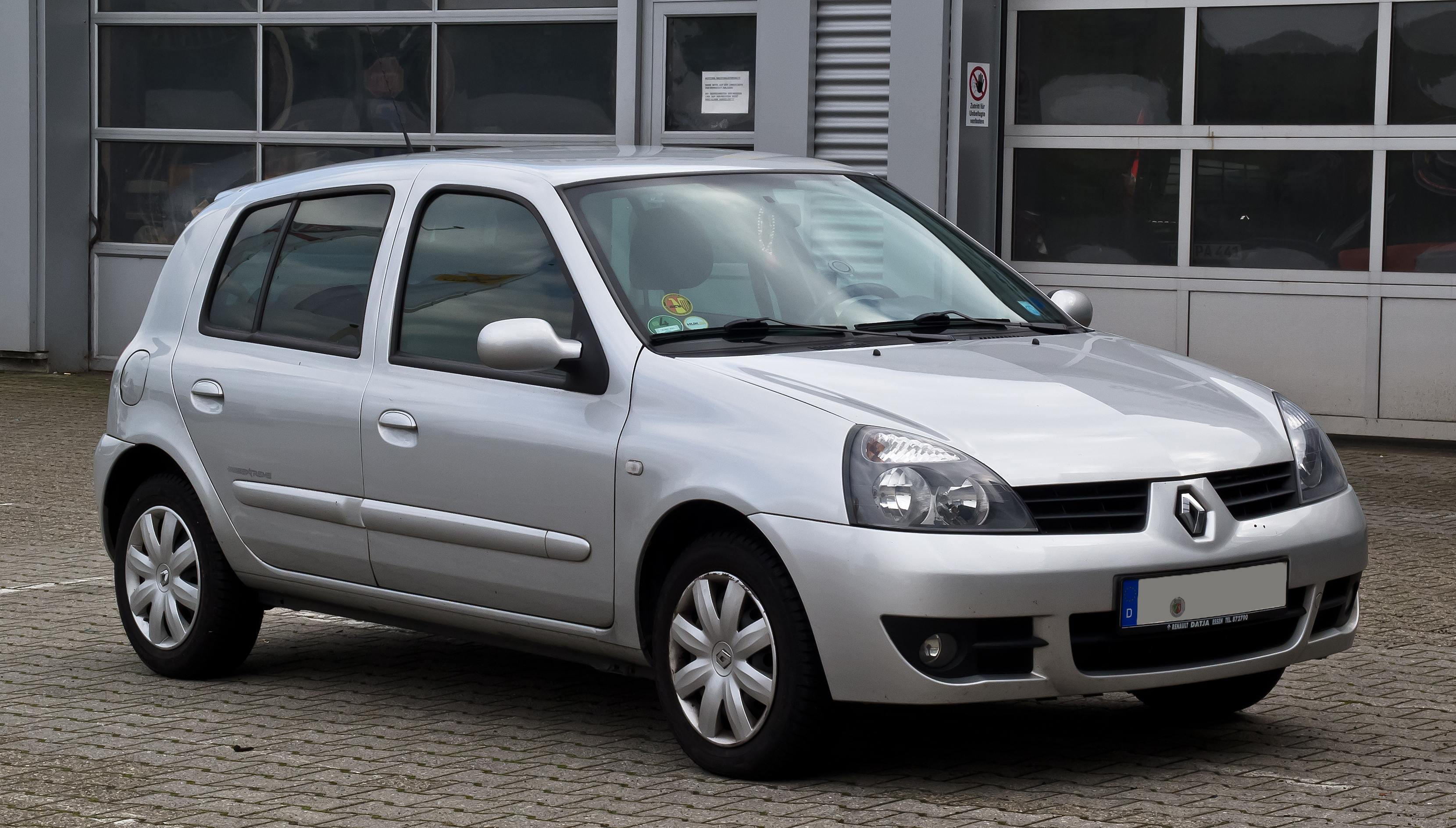
Phase IV/Clio Campus (2006—2009)
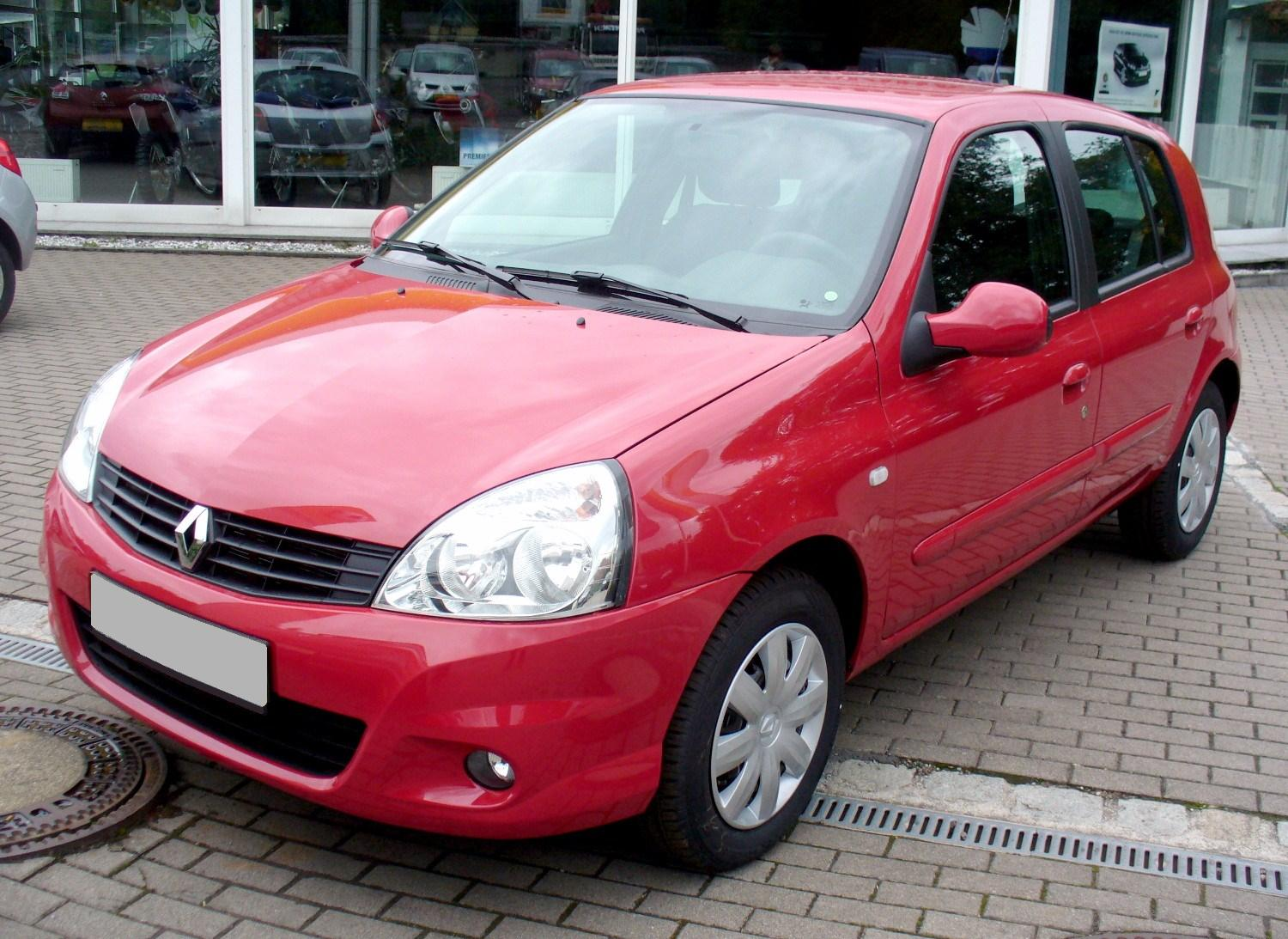
Phase V/Clio Campus (2009—2012)
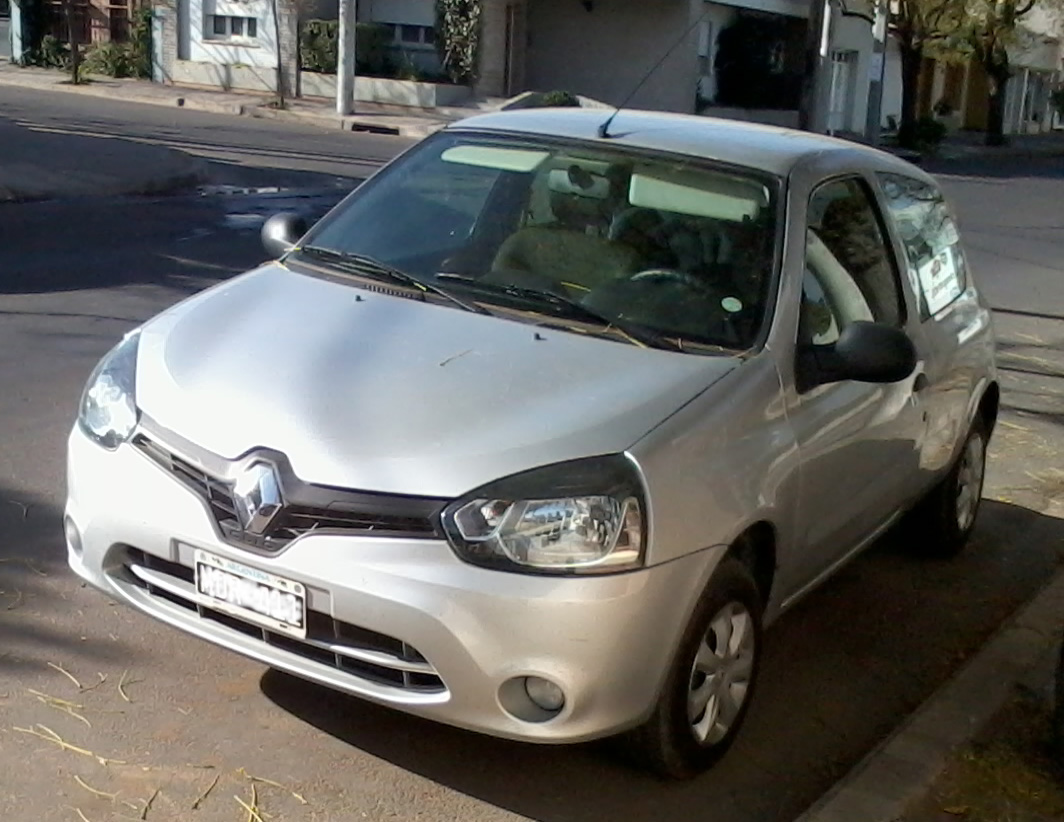
Phase VI/Clio Mio (2012—2016)

### Безопасность
| Euro NCAP                                                 | Euro NCAP | Euro NCAP | Euro NCAP |
| --------------------------------------------------------- | --------- | --------- | --------- |
| Рейтинги                                                  | Пассажир  |           | 26        |
| Рейтинги                                                  | Пешеход   |           | 13        |
| Протестированная модель: Renault Clio 1.2 RTE 3-дв (2000) |           |           |           |

## Clio III
Третье поколение Clio было представлено публике в 2005 году. Этот автомобиль построен на платформе B, разработанной совместно с Nissan (частично принадлежащем Renault). На этой же платформе построены Renault Modus, Renault Logan (Dacia Logan), Nissan Micra и Nissan Note. Clio III получился значительно больше и тяжелее на 130 кг. Также, на Clio III впервые был представлен иммобилайзер без ключа. Clio II продолжает выпускаться в качестве бюджетной модели и называется Renault clio campus. Новый Clio получил 5 звезд в рейтинге безопасности EuroNCAP. Продажа 3-дверной версии началась в октябре 2005 года, в начале 2006 года появилась и 5-дверная модификация. В 2006 году Renault Clio III получил звание европейский автомобиль года.
В июне 2006 года во Франции начались продажи Renault Clio Sport по цене 23'000 евро. Эта версия оснащена шестиступенчатой коробкой передач и новым безнаддувным 2,0-литровым двигателем, созданным на базе аналогичного двигателя от второго поколения. Мощность двигателя составляет 145 кВт (197 л.с.) на 7'250 оборотах в минуту. Максимальная скорость составляет 215 км/ч, а разгон 0-100 км/ч занимает всего 6,9 секунды.
На Международной сельскохозяйственной выставке в Париже в 2006 году, Renault представила Hi-Flex Clio II с 16-клапанным двигателем 1,6 л. Этот автомобиль, предназначенный для Бразилии, представляет концепцию Flex-Fuel — двигателя, способного работать на смеси бензина и этанола, причём в любой пропорции от 0 % до 100 %.
В марте 2007 года была представлена версия кузова универсал под названием Clio Grandtour. Автомобиль отличается от обычной версии только кузовом. В 2009 году Clio и Clio GrandTour прошли рестайлинг. Автомобили подогнали под новый корпоративный стиль компании, который уже использовали модели Laguna, Megane и Scenic.

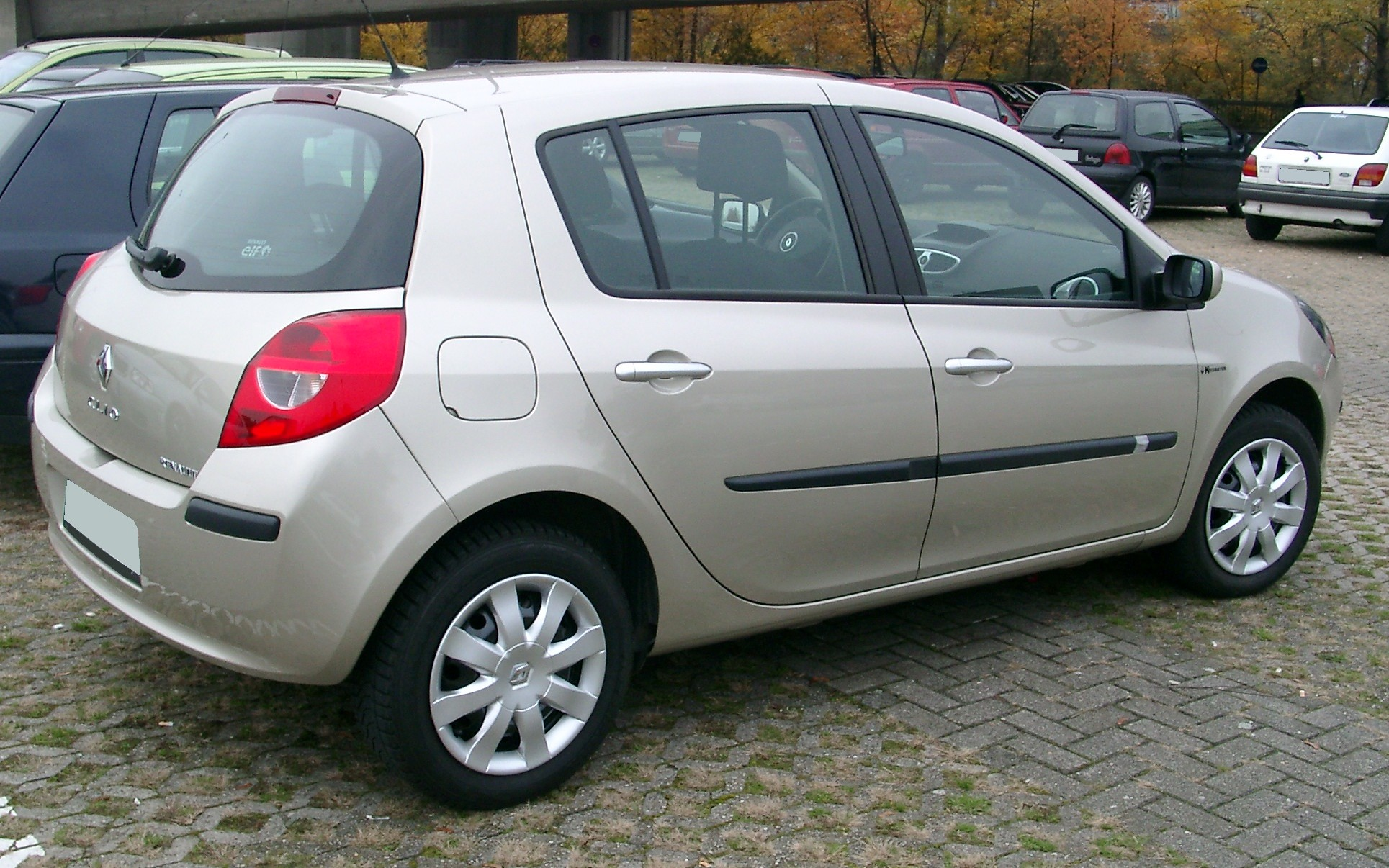
Clio III
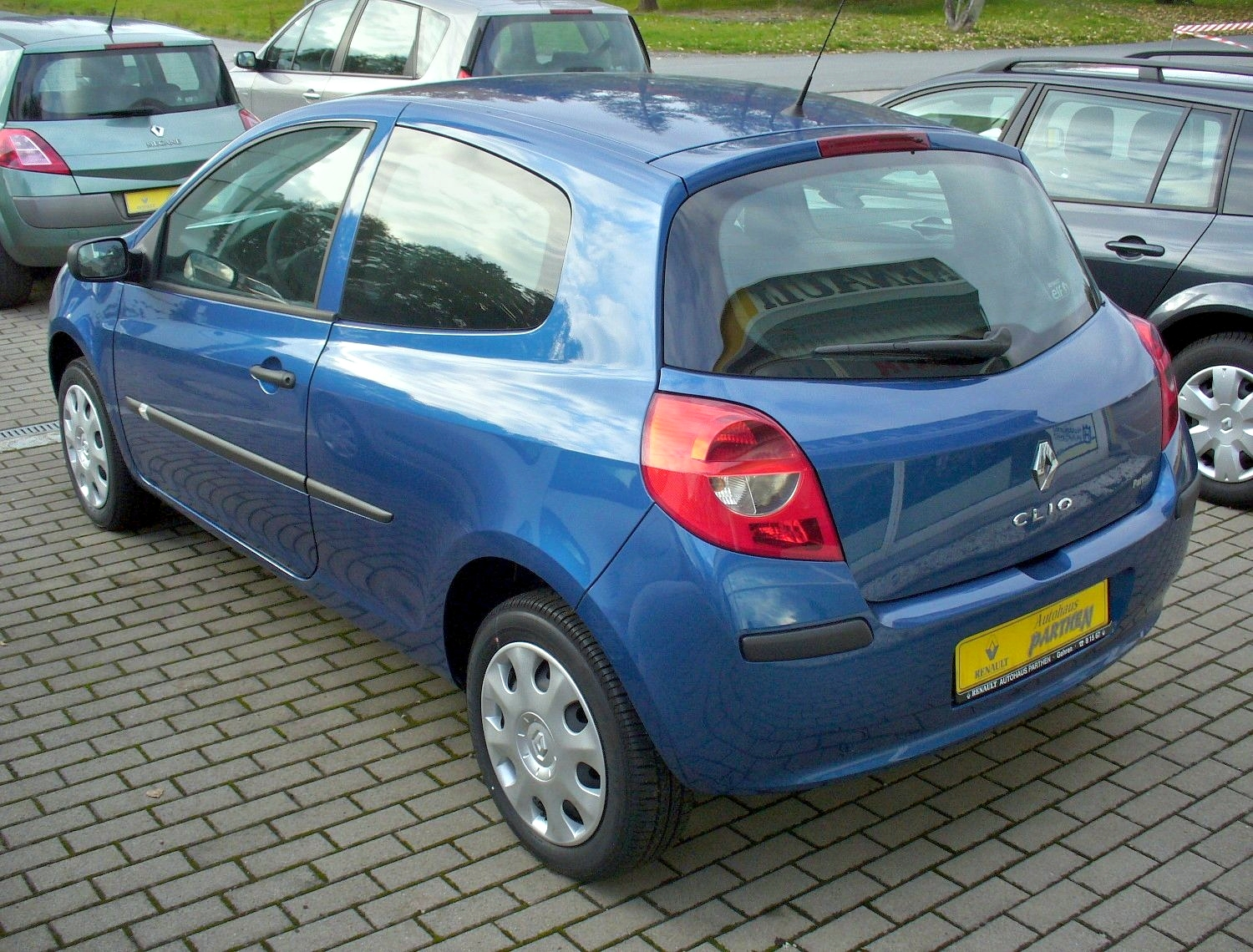
Renault Clio III (2005—2009)
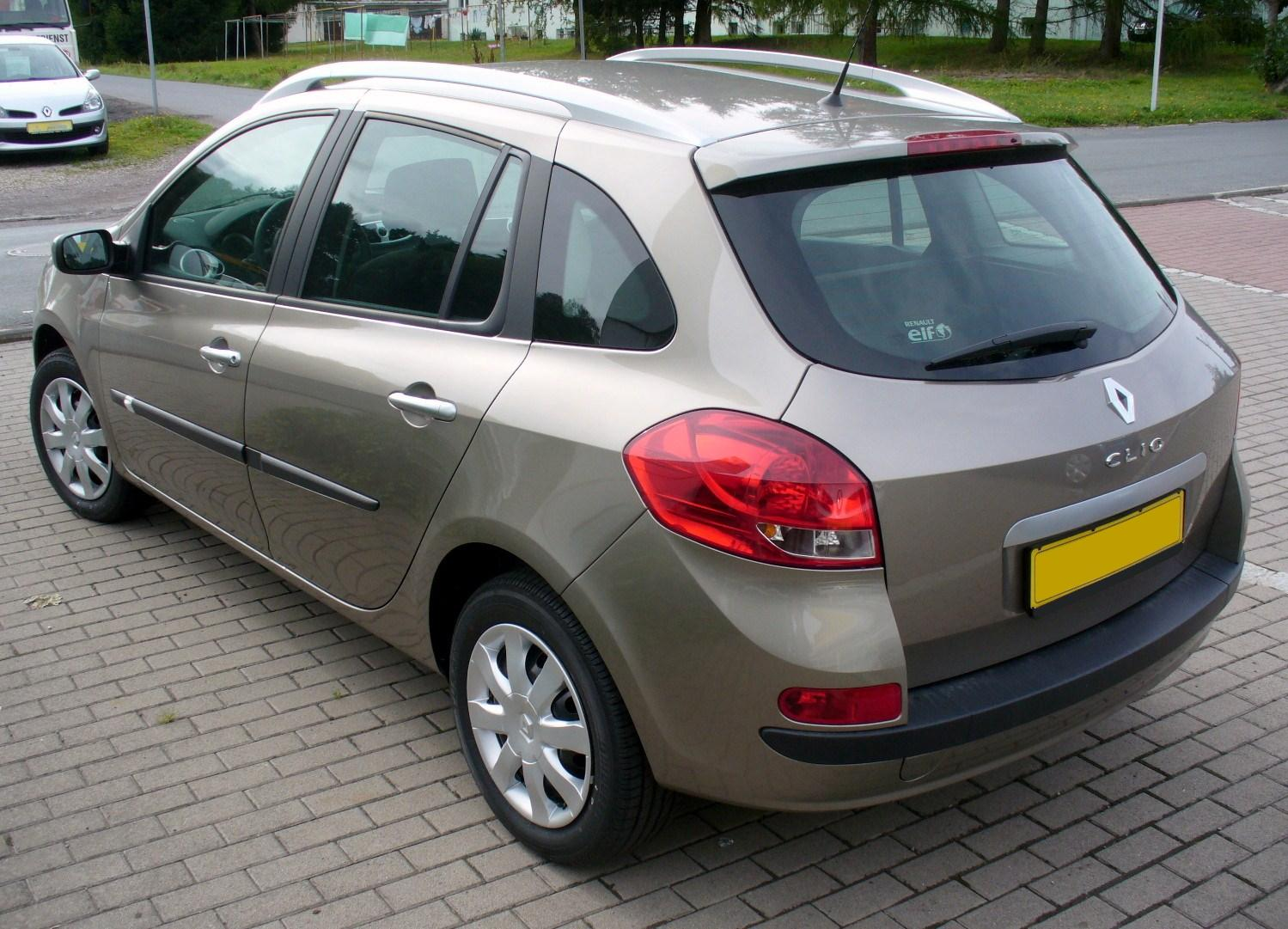
Renault Clio III Grandtour (2008—2009)
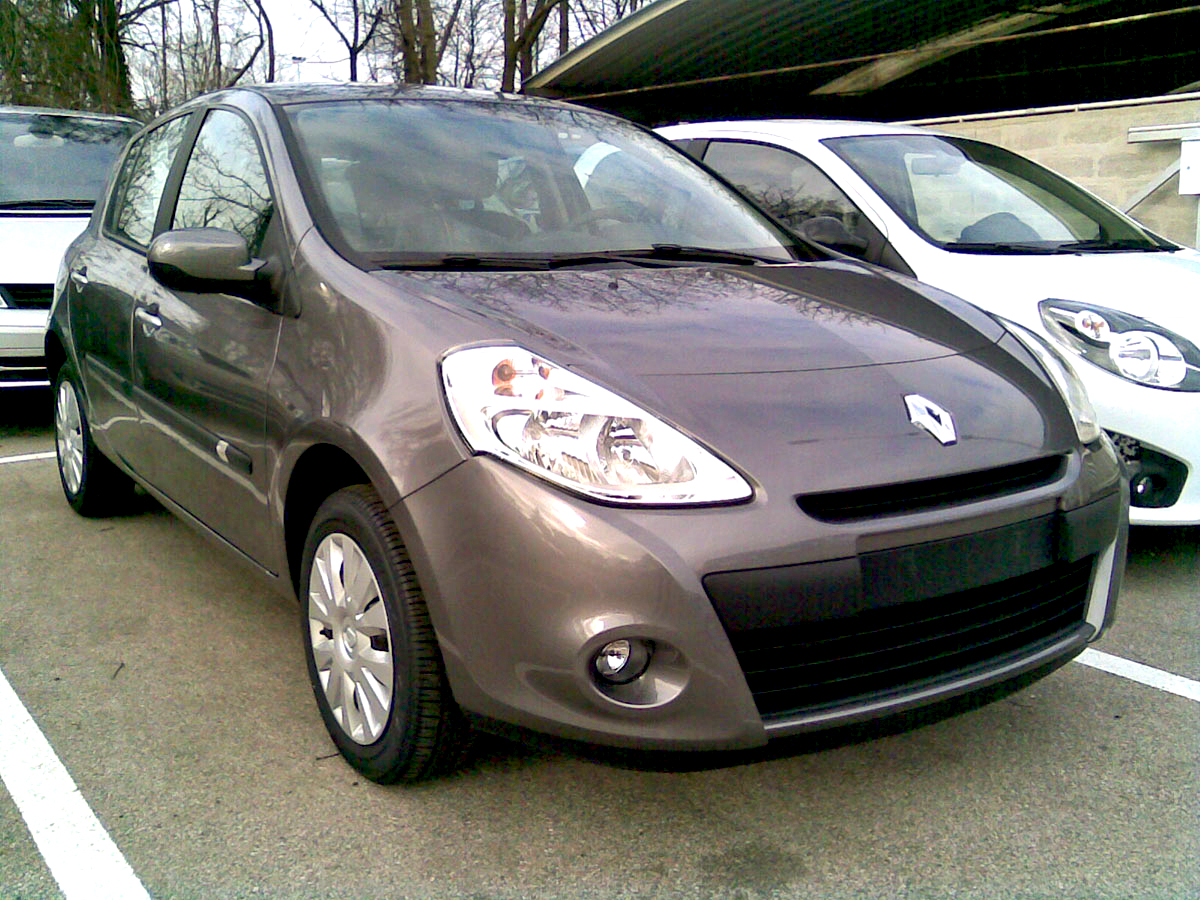
Renault Clio III (с 2009)
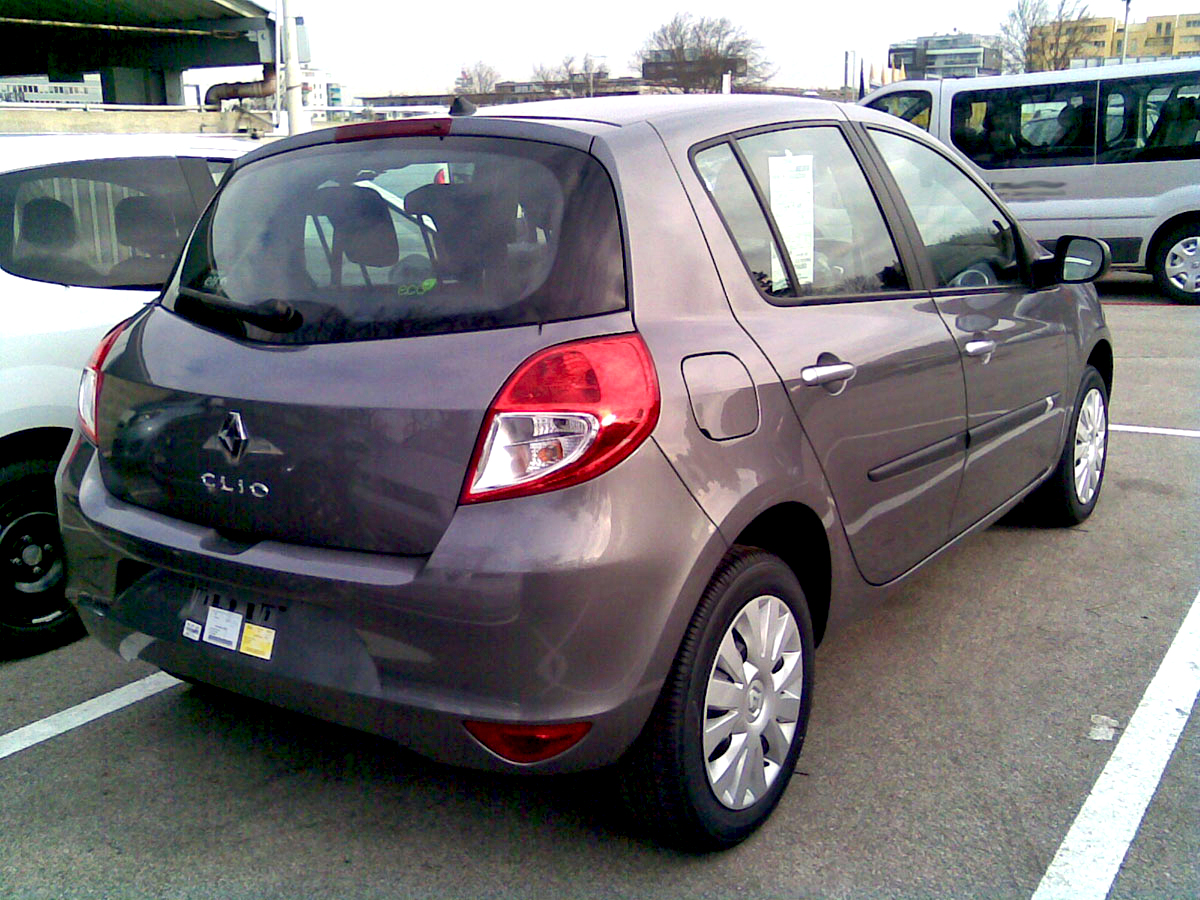
Clio III сзади
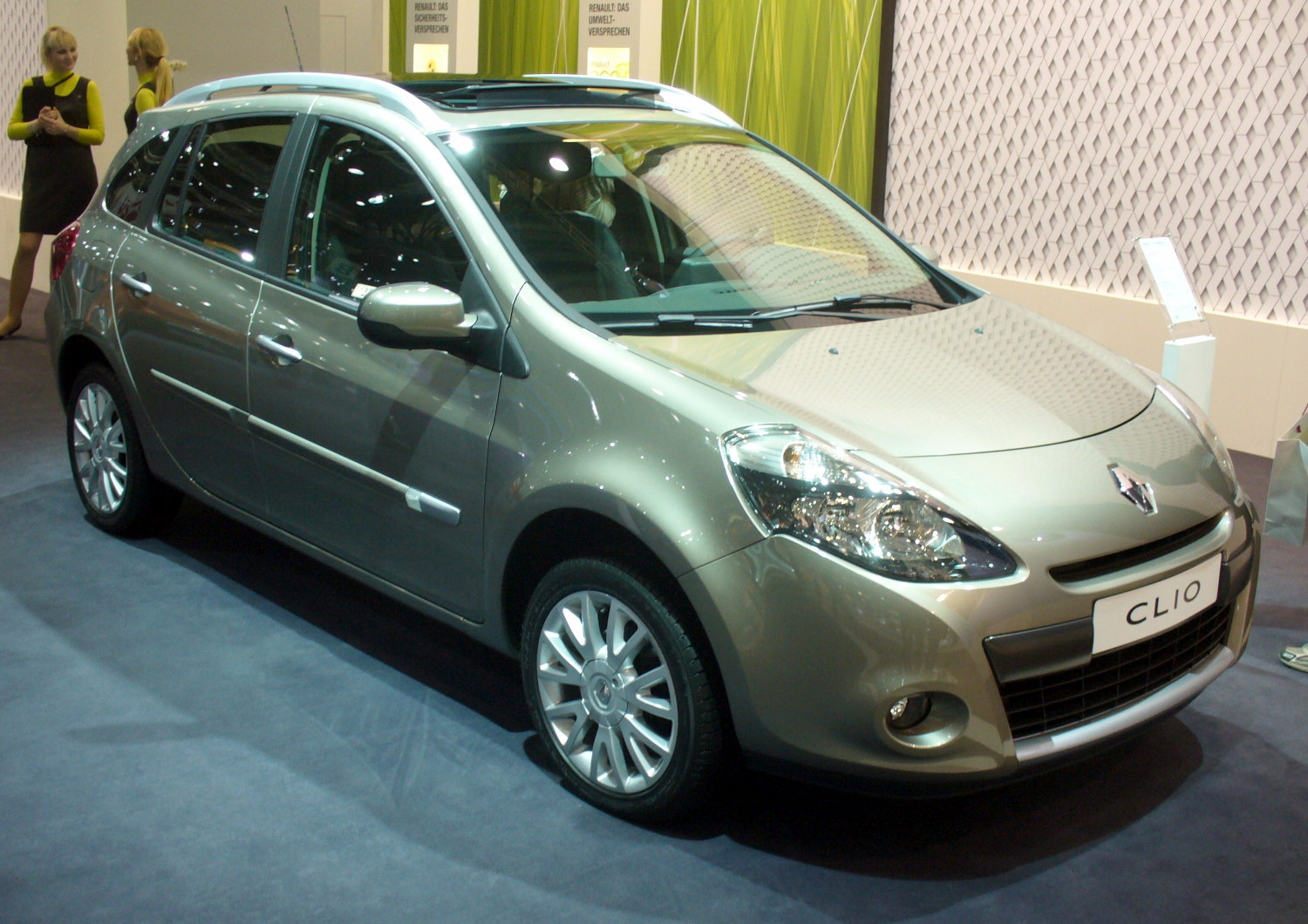
Renault Clio III Grandtour (с 2009)

### Безопасность
| Euro NCAP                                            | Euro NCAP | Euro NCAP | Euro NCAP |
| ---------------------------------------------------- | --------- | --------- | --------- |
| Рейтинги                                             | Пассажир  |           | 33        |
| Рейтинги                                             | Ребёнок   |           | 39        |
| Рейтинги                                             | Пешеход   |           | 9         |
| Протестированная модель: Renault Clio 1.5 dCi (2005) |           |           |           |

### Двигатели
| Модель        | Код двигателя | Тип двигателя | Объём двигателя, см3 | Мощность            | Крутящий момент | Год производства |
| ------------- | ------------- | ------------- | -------------------- | ------------------- | --------------- | ---------------- |
| Бензин        |               |               |                      |                     |                 |                  |
| 1.2 L         | D4F           | SOHC 16v      | 1149 cc              | 76 л. с. (56 кВт)   |                 | KR0x             |
| 1.2 L TCe 100 | D4FT          | SOHC 16v      | 1149 cc              | 101 л. с. (74 кВт)  |                 | 2007–            |
| 1.4 L         | K4J           | DOHC 16v      | 1390 cc              | 98 л. с. (72 кВт)   |                 | BR0x             |
| 1.6 L         | K4M           | DOHC 16v      | 1598 cc              | 110 л. с. (81 кВт)  |                 |                  |
| 1.6 L         | K4M           | DOHC 16v      | 1598 cc              | 112 л. с. (82 кВт)  |                 | 2005–            |
| 1.6 L         | K4M           | DOHC 16v      | 1598 cc              | 130 л. с. (96 кВт)  |                 | 2009-2012        |
| 2.0 L         | M4R           | DOHC 16v      | 1997 cc              | 138 л. с. (101 кВт) |                 | C/BR0x           |
| 2.0 L         | F4R 830       | DOHC 16v      | 1997 cc              | 197 л. с. (145 кВт) |                 | RS, 2006–09      |
| 2.0 L         | F4R 832       | DOHC 16v      | 1997 cc              | 204 л. с. (150 кВт) |                 | RS, 2010-        |
| Дизель        |               |               |                      |                     |                 |                  |
| 1.5 L dCi     | OM609         | SOHC 8v       | 1461 cc              | 68 л. с. (50 кВт)   |                 | 2005–            |
| 1.5 L dCi     | Dci           | SOHC 8v       | 1461 cc              | 86 л. с. (63 кВт)   |                 | 2005–            |
| 1.5 L dCi     | K9K           | SOHC 8v       | 1461 cc              | 90 л. с. (66 кВт)   |                 | 2011–            |
| 1.5 L dCi     | K9K           | SOHC 8v       | 1461 cc              | 106 л. с. (78 кВт)  |                 | 2005–            |

## Clio IV
Четвёртое поколение Renault Clio выпускается с 2012 года. Среди кузовов – пятидверный хетчбэк и универсал (Renault Clio Sports Tourer). Оснащается бензиновыми двигателями мощностью в 75 (0,9 литра), 90 (1,1 литра) и 120 (1,2 литра) лошадиных сил и дизельными мощностью в 75 и 90 л. с. и объёмом 1,5 литра. Версия Clio RS оснащается двигателями в 200 и 220 л.с. В России продавалась только «заряженная» Clio RS, но была непопулярна и после этого уже в 2015 году перестала производиться. С тех пор Clio не продаётся на российском рынке. В Японии авто называется Renault Lutecia.
Отделение Renault Sport создало экстремальную версию хетчбэка, оснащенную 275-сильным мотором от более крупного Megane RS 275 Trophy-R и переработанным шасси.
На базе Renault Clio IV в 2013 году был создан кроссовер Renault Captur.
Летом 2016 года Renault представил обновлённую модель Clio с подправленной внешностью и более богатым оснащением.

### Безопасность
Автомобиль прошёл тест Euro NCAP в 2012 году:
| Euro NCAP                                                        | Euro NCAP | Euro NCAP | Euro NCAP             |
| ---------------------------------------------------------------- | --------- | --------- | --------------------- |
| · общий рейтинг                                                  |           |           |                       |
| 88%                                                              | 89%       | 66%       | 99%                   |
| взрослый пассажир                                                | ребёнок   | пешеход   | активная безопасность |
| Протестированная модель: Renault Clio 1,0 base grade, LHD (2012) |           |           |                       |

## Clio V
Модель пятого поколения была представлена на Женевском автосалоне 2019 года . Первоначально ее планировалось представить на Парижском автосалоне 2018 года, но позже ее презентация была отложена.  Это первая модель, использующая платформу CMF-B HS, которую используют, в частности, Renault Captur второго поколения и Nissan Juke.
Пятое поколение отличается интерьером, в котором используются более качественные материалы и отделка (для более высоких уровней отделки), чем в предыдущем поколении, спортивными сиденьями, 9,3-дюймовым сенсорным экраном (с системой Easy Link, совместимым с Android Auto и Apple CarPlay и оснащенным навигацией Google Maps и TomTom), настраиваемой панелью приборов, которая использует TFT LCD и переработанным, более компактным рулевым колесом.

В более высоких комплектациях он может быть оснащен электрическим стояночным тормозом, беспроводным зарядным устройством для смартфона, функцией парковки без помощи рук, системой кругового обзора с четырьмя камерами, помощником удержания полосы движения, адаптивным круиз-контролем и системой распознавания дорожных знаков, системой предупреждения о слепых зонах и автоматическим экстренным торможением.  

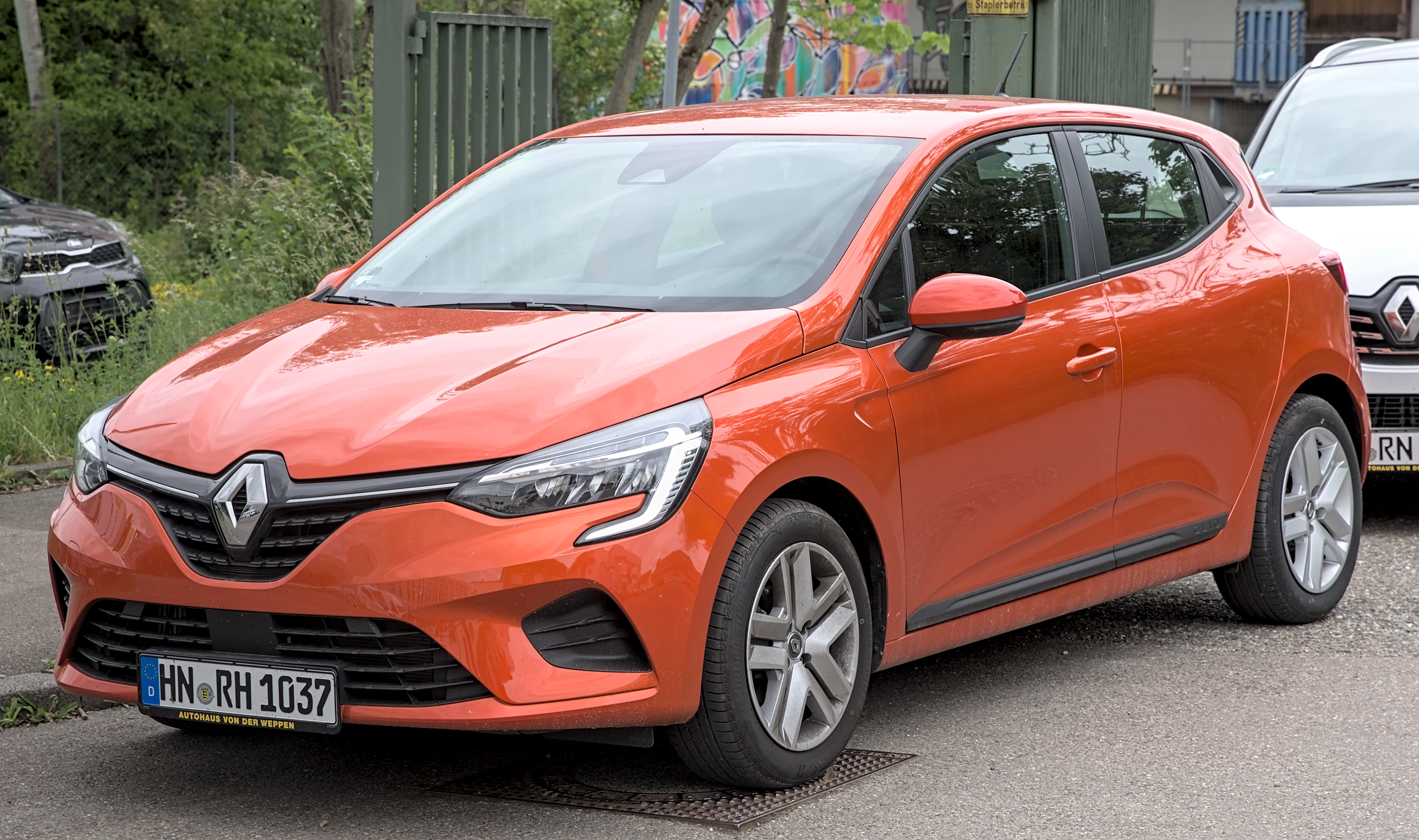
Вид спереди
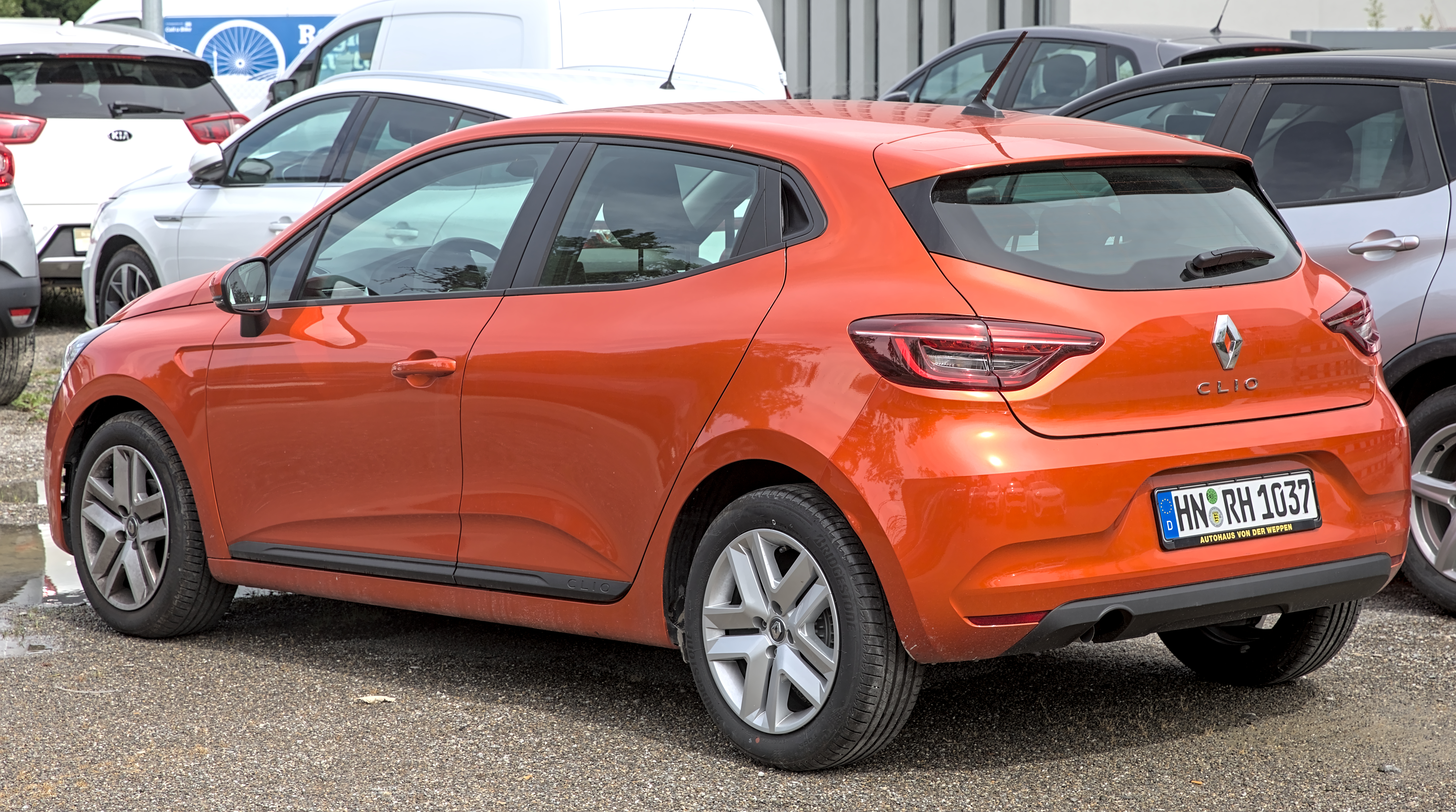
Вид сзади
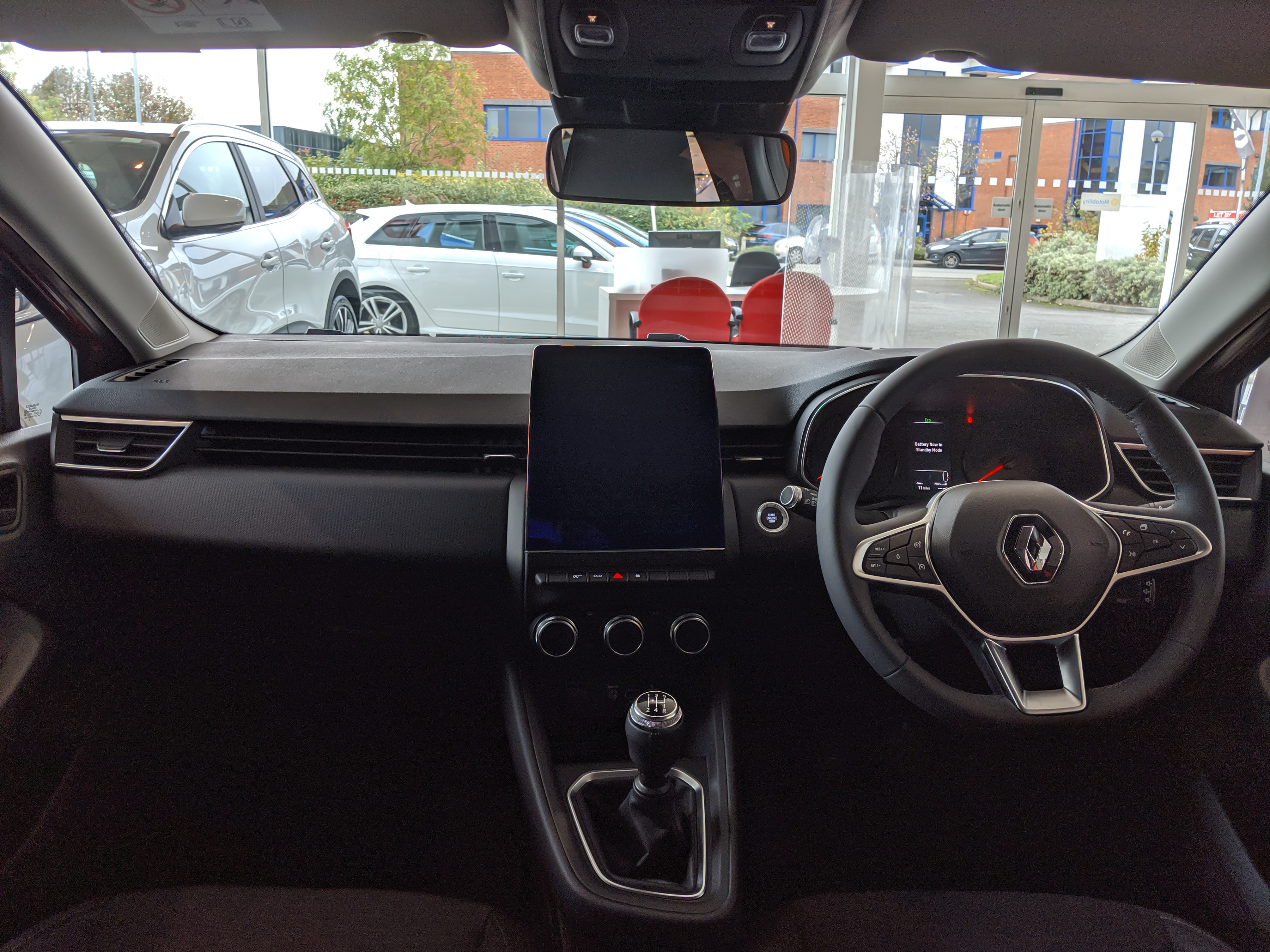
Интерьер
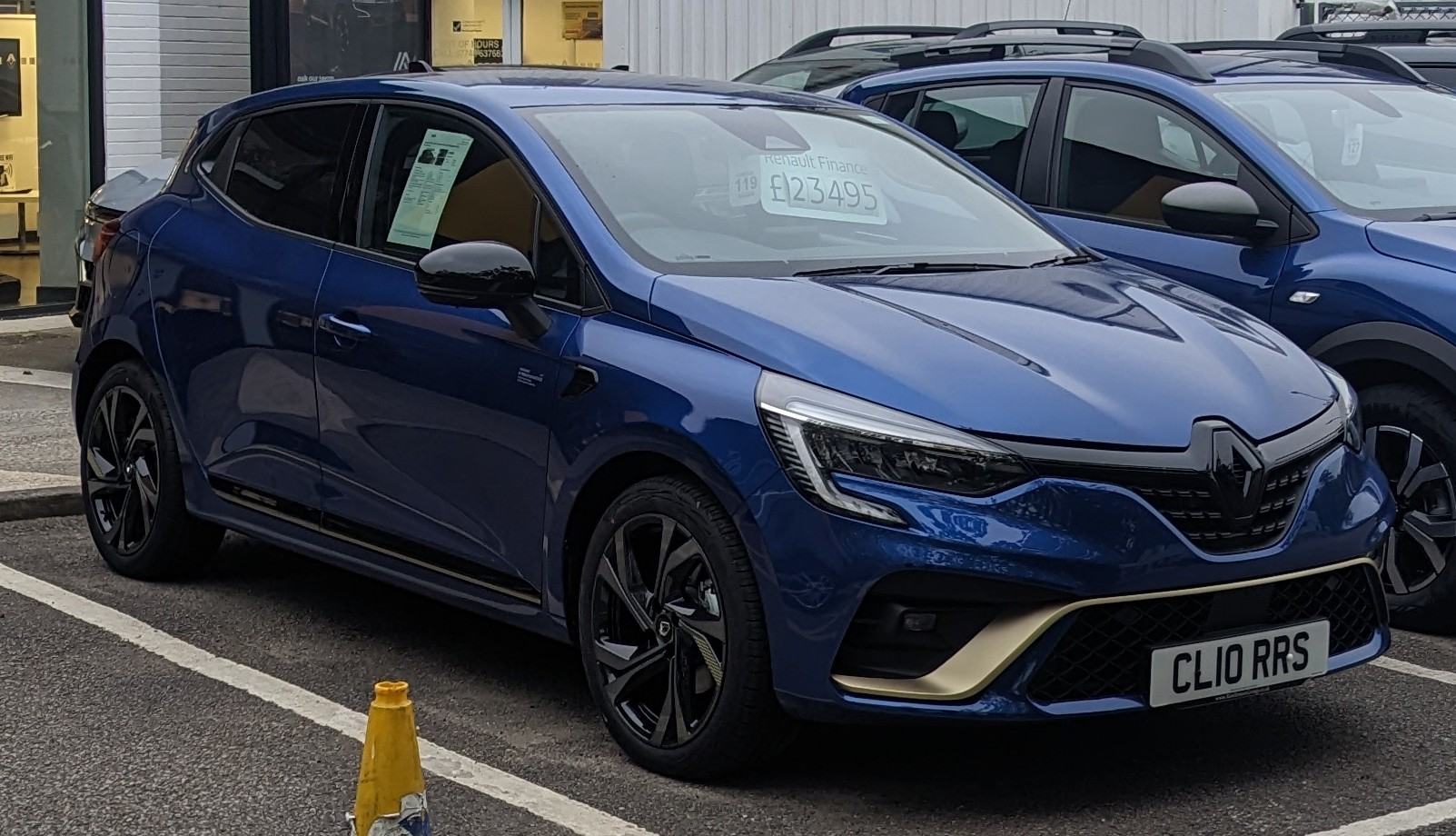
E-Tech

### Безопасность
Автомобиль прошёл тест Euro NCAP в 2019 году:
| Euro NCAP                                                         | Euro NCAP | Euro NCAP | Euro NCAP             |
| ----------------------------------------------------------------- | --------- | --------- | --------------------- |
| · общий рейтинг                                                   |           |           |                       |
| 96%                                                               | 89%       | 72%       | 75%                   |
| взрослый пассажир                                                 | ребёнок   | пешеход   | активная безопасность |
| Протестированная модель: Renault Clio Zen 1.0 TCe 100, LHD (2019) |           |           |                       |

### Рестайлинг
18 апреля 2023 года дебютировал значительный фейслифтинг,  включающий полностью переработанный передний бампер с более тонкими фарами и более широкой шахматной решеткой. Уровень отделки RS Line был заменен на уровень отделки Esprit Alpine.
Mitsubishi Colt дебютировал 8 июня 2023 года и представляет собой переименованную версию рестайлингового Clio, и он будет оснащен гибридной силовой установкой. 

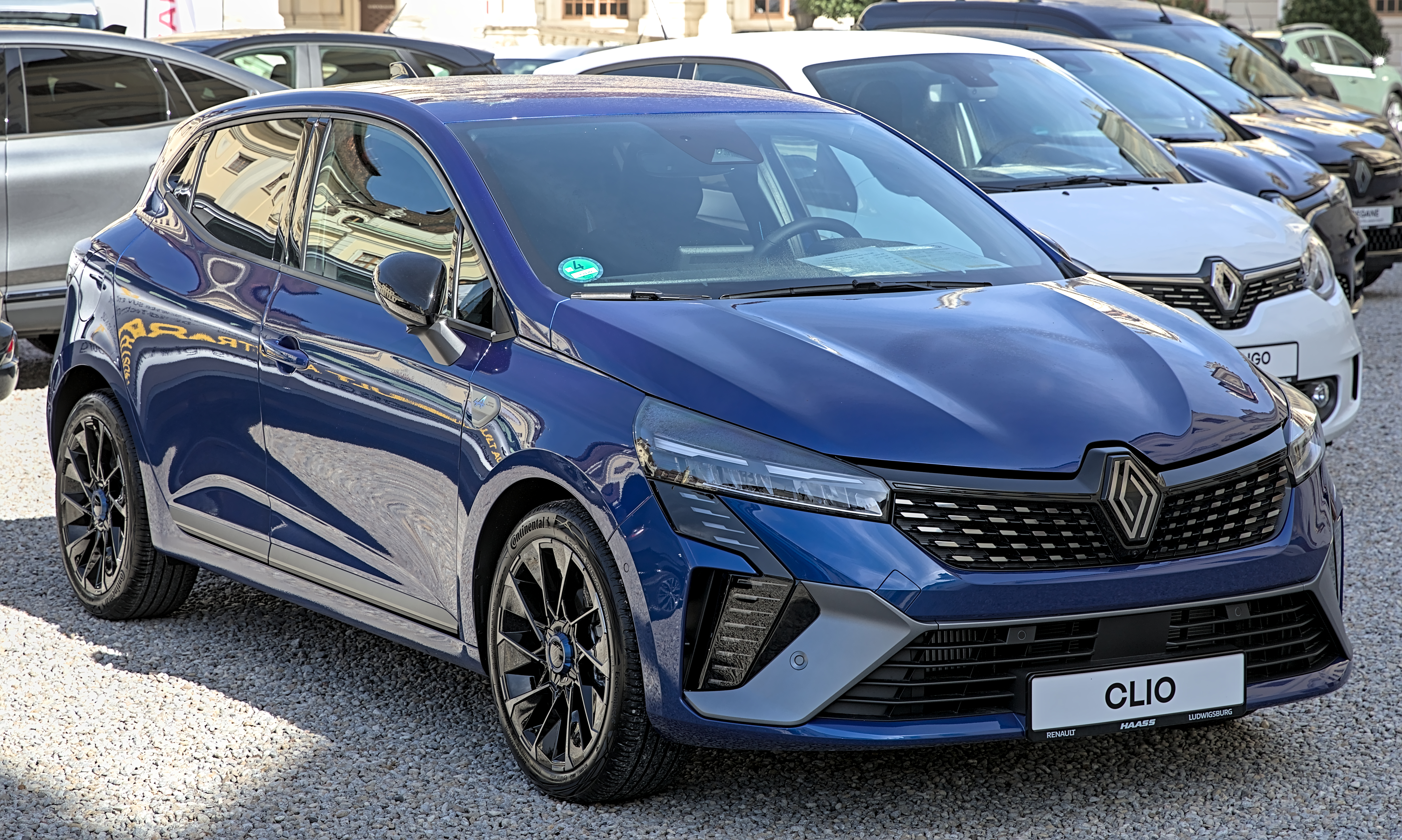
Вид спереди
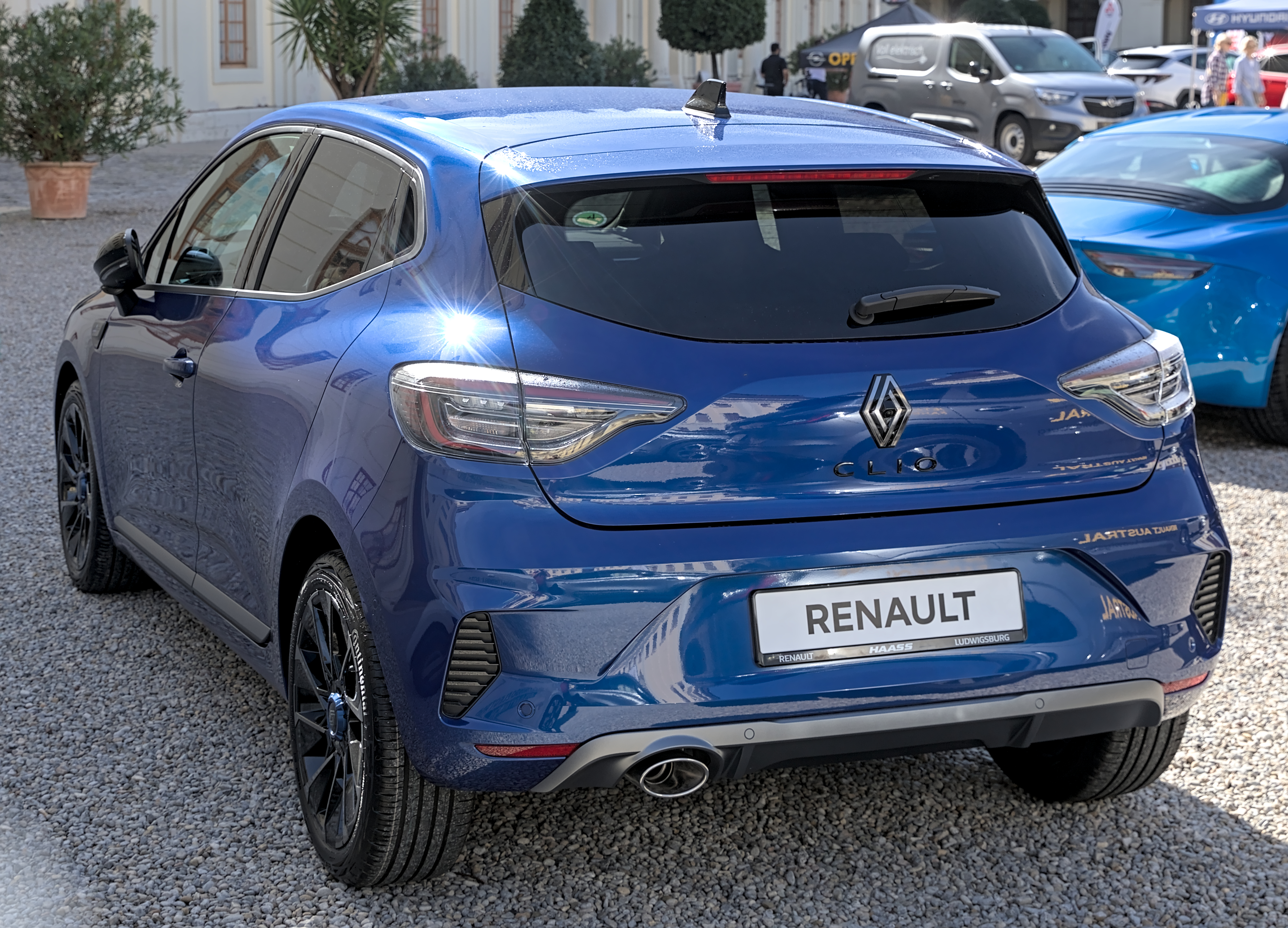
Вид сзади